# J.League Division 2 2006
La J.League Division 2 2006 è stata l'ottava edizione della J.League Division 2.

## Classifica finale
|    | Squadra     | G  | V  | Pa | Pe | Punti | GF | GS | +/- | Note                                                       |
| -- | ----------- | -- | -- | -- | -- | ----- | -- | -- | --- | ---------------------------------------------------------- |
| 1  | Yokohama FC | 48 | 26 | 15 | 7  | 93    | 61 | 32 | +29 | Campione 2006 J.LEAGUE Divisione 2 Promosso in Divisione 1 |
| 2  | Reysol      | 48 | 27 | 7  | 14 | 88    | 84 | 60 | +24 | Promosso in Divisione 1                                    |
| 3  | Vissel      | 48 | 25 | 11 | 12 | 86    | 78 | 53 | +25 | vince i playoff e viene promosso in Divisione 1            |
| 4  | Sagan       | 48 | 22 | 13 | 13 | 79    | 64 | 49 | +15 |                                                            |
| 5  | Vegalta     | 48 | 21 | 14 | 13 | 77    | 75 | 43 | +32 |                                                            |
| 6  | Consadole   | 48 | 20 | 12 | 16 | 72    | 77 | 67 | +10 |                                                            |
| 7  | Verdy       | 48 | 21 | 8  | 19 | 71    | 69 | 75 | -6  |                                                            |
| 8  | Montedio    | 48 | 17 | 14 | 17 | 65    | 68 | 57 | +11 |                                                            |
| 9  | Ehime FC    | 48 | 14 | 11 | 23 | 53    | 51 | 63 | -12 |                                                            |
| 10 | Hollyhock   | 48 | 14 | 9  | 25 | 51    | 48 | 69 | -21 |                                                            |
| 11 | Bellmare    | 48 | 13 | 10 | 25 | 49    | 61 | 87 | -26 |                                                            |
| 12 | Thespa      | 48 | 9  | 15 | 24 | 42    | 54 | 86 | -32 |                                                            |
| 13 | Vortis      | 48 | 8  | 11 | 29 | 35    | 43 | 92 | -49 |                                                            |

## Classifica marcatori
| Pos | Calciatore      | Squadra           | Gol | Rig. | P  | Tiri | Media gol/partita |
| --- | --------------- | ----------------- | --- | ---- | -- | ---- | ----------------- |
| 1   | Borges          | Vegalta Sendai    | 26  | 2/4  | 41 | 118  | 0,65              |
| 2   | Hulk            | Consadole Sapporo | 25  | 8/10 | 38 | 211  | 0,67              |
| 3   | Tatsunori Arai  | Sagan Tosu        | 23  | 4/4  | 36 | 89   | 0,77              |
|     | Leandro         | Montedio Yamagata | 23  | 2/2  | 40 | 136  | 0,63              |
| 5   | Diego           | Kashiwa Reysol    | 21  | 4/4  | 43 | 107  | 0,51              |
| 6   | Alemão          | Yokohama FC       | 18  | 0/0  | 24 | 80   | 1,00              |
| 7   | Anderson        | Mito HollyHock    | 17  | 3/4  | 43 | 76   | 0,43              |
| 8   | Kazuki Hiramoto | Tokyo Verdy 1969  | 15  | 1/1  | 40 | 72   | 0,43              |
|     | Atsuhiro Miura  | Vissel Kobe       | 15  | 5/5  | 46 | 160  | 0,34              |
| 10  | Toshiya Tanaka  | Ehime FC          | 14  | 1/1  | 47 | 84   | 0,33              |
|     | Lopes           | Vegalta Sendai    | 14  | 0/0  | 45 | 144  | 0,32              |